# Rally de las Cavas de 1972
El Rally de las Cavas de 1972 fue la tercera edición y la séptima ronda de la temporada 1972 del Campeonato de España de Rally. Se celebró del 7 al 9 de abril y al entrar por primera vez en el calendario nacional tanto la ubicación como el recorrido se vio modificado generosamente. Se realizó un recorrido de concentración con salida desde diferentes puntos de la geografía española: Barcelona, Madrid, Dehesa de Campoamor (Alicante) y San Sebastián. La meta se efectuó en San Sadurní de Noya. Los participantes que partían el 7 de abril se reunían en Lérida y posteriormente disputarían los veinte tramos contra el cronómetro que sumaban un total de 284 km.
Un total de cincuenta y seis equipos se dieron cita en la prueba que visitaría las localidades de Coll de Jou, La Mina y Vilada-Perafita y de los que solo dieciséis completaron. Antonio Zanini lideró la carrera inicialmente con su Simca 1300 (grupo 2) con una ventaja de treinta segundos sobre Marc Etchebers y treinta y dos sobre Manuel Juncosa tercer clasificado. Un poco más atrás en cuarta posición se encontraba José María Fernández que había sufrido un pinchazo en su Porsche 911 S. A continuación se encontraba Jorge Bäbler con un SEAT 1430 de serie y más atrás Salvador Cañellas que rodaba séptimo.
En la noche de sábado Zanini sufrió un pinchazo y luego un fuerte accidente en Coll de Jou provocado por el cambio de neumático afortunadamente sin consecuencias personales pero obligándolo a abandonar. Posteriormente José María Fernández con un Porsche 911 S y Jorge Bäbler se retirarían también por salida de pista. Con Zanini fuera de combate, Manuel Juncosa marcó un fuerte ritmo y se impuso por tercer año consecutivo en la prueba a los mandos de su SEAT 1430. Completaron el podio el francés Marc Etchebers con BMW 2002 de grupo 1 y el andorrano Joan Aleix con Porsche 911 S.
Al año siguiente la prueba quedaría en manos del RACC que lo fusionó con el Rally Cataluña manteniendo el nombre Rally de las Cavas hasta 1983 siempre con el apoyo de Segura Viudas.

## Clasificación final
| Pos. | Piloto              | Copiloto          | Automóvil                | Tiempo  | Diferencia |
| ---- | ------------------- | ----------------- | ------------------------ | ------- | ---------- |
| 1.   | Manuel Juncosa      | «Artemi»          | SEAT 1430                | 2:17:06 | 0.0        |
| 2.   | Marc Etchebers      | Ricardo Antolín   | BMW 2002 Ti              | 2:19:14 | +2:07      |
| 3.   | Joan Aleix          | Josep María Dabad | Porsche 911 S            | 2:19:30 | +2:23      |
| 4.   | César Perejoan      | Daniel Ferrater   | Alpine Renault A110-1600 | 2:21:50 | +4:43      |
| 5.   | Salvador Cañellas   | Víctor Sabater    | SEAT 1430                | 2:22:02 | +4:55      |
| 6.   | Jaime Valls         | Bandera de ?      | SEAT 1430                | 2:28:22 | +11:15     |
| 7.   | Alfonso Marcos      | Ramón Vial        | Alpine-Renault A110      | 2:30:41 | +13:34     |
| 8.   | José A. Vender      | Castella          | SEAT 850 Sport Coupé     | 2:34:00 | +16:53     |
| 9.   | Javier Brugué Juliá | Jordi Roset       | SEAT 1430                | 2:37:5  | +20:45     |
| 10.  | R. Marty            | Pérez de Lara     | SEAT 1430                | 2:43:33 | +26:27     |